# Grace Stark
Grace Stark, född 6 maj 2001, är en amerikansk friidrottare som tävlar i häcklöpning.
Stark kom på tredje plats på 100 meter häck vid de amerikanska OS-uttagningarna till OS 2024.